# Specificità
In medicina, specificità è la capacità di un test di dare un risultato normale ("negativo") nei soggetti sani.
In termini chimici:
La specificità è la capacità di un metodo analitico di svelare e/o quantificare una determinata sostanza in presenza di altre aventi proprietà molto simili. Uno strumento è poco specifico quando il valore che si ottiene dopo una misurazione è influenzato dai valori di altre sostanze.

## Statistica
In termini statistici, la specificità di un test è la probabilità di un risultato negativo (PT) in soggetti sicuramente sani (M-), ossia P(T | M-) e si esprime come il rapporto fra i veri negativi e il totale dei sani. La specificità di un test sarà inversamente proporzionale alla quota di «falsi positivi», cioè dei soggetti sani identificati però dal test come malati. Un test molto specifico, in definitiva, diminuisce la probabilità che un soggetto sano risulti positivo al test. Nel caso in cui un test diagnostico non desse falsi positivi, e perciò la specificità fosse 1 (specificità massima) il segno è detto "patognomonico"

### Calcolo
Supponiamo che un test dia come risultato solamente due opzioni: positivo al test e negativo. Essere positivi al test equivale ad essere ammalato, ma indagini diagnostiche successive possono rivelare l'effettiva malattia o meno. Perciò si otterranno 4 tipologie di osservati: Sani Negativi (veri negativi), Sani Positivi (falsi positivi), Malati Positivi (veri positivi) e Malati Negativi (falsi negativi), rappresentabili così in tabella:
|          | Malati  | Sani    |
| -------- | ------- | ------- |
| Positivi | Veri +  | Falsi + |
| Negativi | Falsi - | Veri -  |

La specificità del test verrà così calcolata:
Specificità = Veri negativi / Totale sani = Veri negativi / (Veri negativi + Falsi positivi)

### Esempio
Viene condotto uno screening tramite l'utilizzo di un test su una popolazione di 86 persone, le quali poi vengono tutte sottoposte ad un'indagine diagnostica e si ottiene la situazione che segue:
|          | Malati | Sani |
| -------- | ------ | ---- |
| Positivi | 25     | 2    |
| Negativi | 4      | 55   |

Calcoliamo la specificità del test di screening:
{\displaystyle S_{p}={\frac {55}{55+2}}={\frac {55}{57}}=0,965=96,5\%}